# Бруде V
Бруде або Бріде V (*Bruide mac Fergusa, д/н —763) — король Піктії у 761—763 роках.

## Життєпис
Був сином Вургуйста (ірландською — Фергус). Можливо предки його походили з королівства Мюнстер (Ірландія). Про дату й місце народження невідомі. Про діяльність за часів панування його брата Енгуса I також замало знань. Після смерті останнього у 761 році успадкував владу в обхід небожа Талоргана, що відбивало традицію передачі трона від брата до брата.
Із самого початку король Бруде V стикнувся з намаганням знаті Дал Ріади, що була підкорена ще в часи Енгуса I, здобути незалежність. Король після тривалої боротьби змирився, що трон посів Аед Фінд. Натомість той визнав зверхність Бруде V. Втім вже у 763 році помер. Владу успадкував Кініод I.